# Симферопольское
Симферопольское — село в Зерендинском районе Акмолинской области Казахстана. Входит в состав Симферопольского сельского округа. Код КАТО — 115657100.

## География
Село расположено на севере района, в 47 км на север от центра района села Зеренда.

### Улицы[2]
- ул. Алматинская,
- ул. Ахметова,
- ул. Жайлау,
- ул. Ленина,
- ул. Луначарского
- ул. Наурыз,
- ул. Новоселов,
- ул. Целинная,
- ул. Школьная,
- ул. Юрия Гагарина.

Решением акима Симферопольского сельского округа от 31 октября 2018 года, в селе были переименованы 2 улицы.

### Ближайшие населённые пункты
- село Булак в 5 км на северо-западе,
- село Жанааул в 8 км на юго-западе,
- село Карагай в 11 км на западе,
- село Красный Яр в 15 км на востоке.

## Население
В 1989 году население села составляло 1569 человек (из них казахов 51%, русских 23%).
В 1999 году население села составляло 1242 человека (621 мужчина и 621 женщина). По данным переписи 2009 года, в селе проживало 939 человек (472 мужчины и 467 женщин).
| Численность населения | Численность населения | Численность населения |
| 1989                  | 1999                  | 2009                  |
| --------------------- | --------------------- | --------------------- |
| 1569                  | ↘1242                 | ↘939                  |